# Brian Ledbetter
Brian Richard Ledbetter (San Diego, 18 de novembro de 1963) é um velejador estadunidense, medalhista olímpico. Ele competiu nos Jogos Olímpicos de Verão de 1992 na classe Finn e conquistou a medalha de prata. Em 1985, Ledbetter formou-se na Academia Naval dos Estados Unidos.
No Star Class World Championship de 2013 em San Diego, Ledbetter ganhou duas Gold Chevrons ao vencer a Corrida 2. No Star Class Western Hemisphere Championship 2015, conseguiu o primeiro lugar da competição.